# 鹿角兔子
鹿角兔子，是卑南族與排灣族神話傳說中的兔子，後來將角借給了鹿:123-124。

## 傳說
過去的兔子頭上長有角，鹿見狀後即為欣喜，故誘騙了兔子將角借出，接著鹿便戴上兔的角跑走。後來雙方碰面，兔子跟鹿說：「我改吃草用不著角了，你就留著吧!」:139-140:169。

## 種類
「兔子與鹿角」在諸多地區上，擁有不同的亞種版本，如「鹿向狗借角」、「羊偷走狗的角」等。分類上屬於AT分類法中的「動物向鳥（或別的動物）借角或別的東西」（235A）故事類型:4